# 4731 Monicagrady
A 4731 Monicagrady (ideiglenes jelöléssel 1981 EE9) a Naprendszer kisbolygóövében található aszteroida. Schelte J. Bus fedezte fel 1981. március 1-én.